# Osieczek (powiat inowrocławski)
Osieczek – wieś w Polsce położona w województwie kujawsko-pomorskim, w powiecie inowrocławskim, w gminie Rojewo.

## Podział administracyjny
W latach 1975–1998 miejscowość należała administracyjnie do województwa bydgoskiego.

## Demografia
Według Narodowego Spisu Powszechnego (III 2011 r.) wieś liczyła 72 mieszkańców. Jest dwudziestą co do wielkości miejscowością gminy Rojewo.